# Forum:neuland

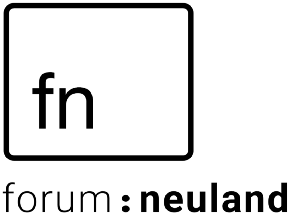
Logo von forum:neuland

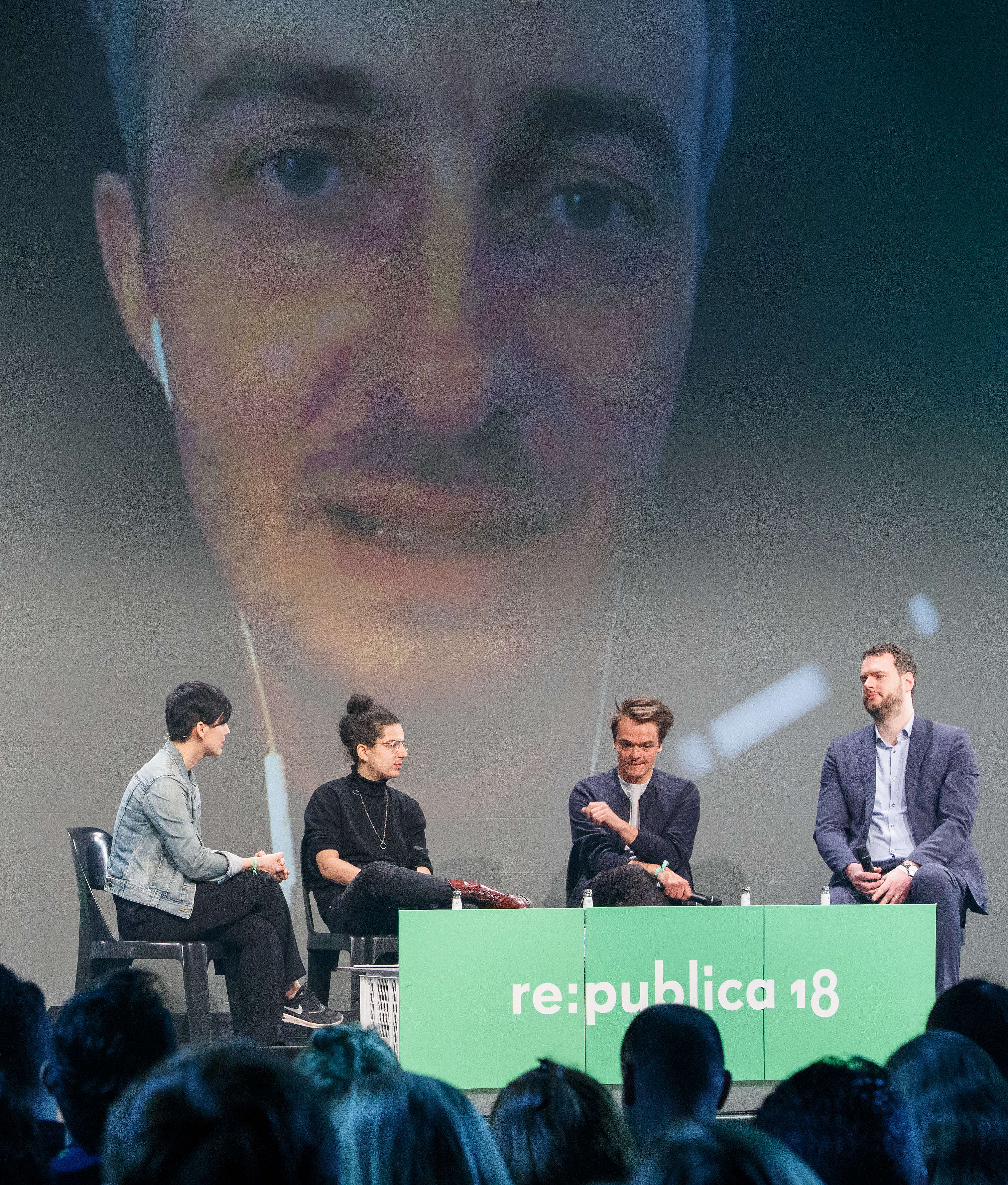
Jan Böhmermann zu Reconquista Internet auf der re:publica 18, Berlin 2018

forum:neuland (ehemals Reconquista Internet) ist eine bis zu 60.000 Mitglieder starke Bürgerrechtsbewegung für „Liebe und Vernunft im Internet und eine Zivilisierung des gesellschaftlichen Diskurses in den sozialen Netzwerken.“
Sie stellt ein Gegengewicht zu den Strukturen des mittlerweile aufgelösten Netzwerks Reconquista Germanica dar. Ziel sind konzertierte Aktionen, um verletzenden, beleidigenden und volksverhetzenden Äußerungen radikaler Netzaktivisten mit Vernunft und Anstand zu begegnen.
Ins Leben gerufen wurde sie am 26. April 2018 durch den deutschen Satiriker Jan Böhmermann in der Sendung Neo Magazin Royale. Böhmermann hielt dabei das deutsche Grundgesetz in die Kamera und rief: „Jeder, der sich an die strengen Regeln dieses geheimen Manifests hält, darf mitmachen!“
Per Selbstdefinition grenzt sich forum:neuland durch die Ächtung von politischem Extremismus und einen betont freundlichen Umgangston vom Satiregegenstand ab. Das Projekt geht davon aus, dass eine in sozialen Netzwerken überdurchschnittlich aktive Minderheit durch gut koordinierte Aktionen einen negativen Einfluss auf den öffentlichen Diskurs hat und diesen nach ihren Interessen lenkt. Das Projekt entstand vor dem Hintergrund von Recherchen des ARD-Formats funk. Die Bezeichnung „Satireprojekt“ ist eine Metasatire auf die Eigendefinition von Reconquista Germanica als Satireprojekt. Diese fungiert beim Satiregegenstand mutmaßlich als eine Art Disclaimer für Straftatbestände wie Volksverhetzung.
Dreh- und Angelpunkt war ein Discord-Server, auf dem sich ausgetauscht wurde und von dem aus Aktionen gegen Hass- und Hetzkommentare auf Facebook, YouTube, Twitter und Co. geplant wurden.
Veröffentlicht wurden unabhängig vom ZDF zwei Listen mit Twitter-Profilen, die zu Reconquista-Germanica-Aktionen beigetragen oder einem rechtsextremen Netzwerk von Profilen angehört haben sollen. Von Kritikern wurde diesbezüglich das Szenario „Guilt by Association“ lanciert.
Gemäß einer Auswertung des Mikrobloggingdienstes Twitter war #ReconquistaInternet der drittmeistgenutzte Debattenhashtag des Jahres 2018.
Nach Ausstrahlung der Sendung und der anschließenden Gründung der Bürgerbewegung stellte die AfD eine Kleine Anfrage an die Bundesregierung, die diese aufforderte, Druck auf das ZDF auszuüben, damit dieses Jan Böhmermann entlasse. Reconquista Internet reagierte auf diese Anfrage, indem sie diese stellvertretend für die Bundesregierung beantwortete. In dieser Antwort wird die AfD auf Logikfehler in ihrer Anfrage hingewiesen und erklärt, warum die Bundesregierung ihrer Anfrage nicht nachkommen werde.
Mittlerweile haben US-Forscher die Wirksamkeit der Methoden von forum:neuland gegen Hassrede belegt.

## Aktionen
- Am 7. Mai 2018 projizierte Reconquista Internet die Botschaft „Durchhalten, freundliches Dresden! Ihr seid nicht alleine!“ an die Dresdener Frauenkirche und erlangte so erste größere mediale Aufmerksamkeit.[20][21][22]
- Am 23. Mai 2018, zum 69. Geburtstag des Grundgesetzes, legten Aktivisten von Reconquista Internet in Eisblöcken eingefrorene Exemplare des Grundgesetzes so vor die Türen der AfD-Parteizentrale, dass diese sich nicht mehr öffnen ließ. Die Aktivisten wollten die Partei damit daran erinnern, sich an das Grundgesetz zu halten. Die Partei war Ziel von Reconquista Internet, da viele Aktivisten von Reconquista Germanica AfD-Anhänger oder sogar Mitglieder sind. Dies rief vor allem Empörung vonseiten der AfD hervor.[23][24]
- Reconquista Internet hat es sich zur Aufgabe gemacht, Hate Speech zu bekämpfen. Im Rahmen ihrer Aktion „Standardcheck“ können derartige Kommentare gemeldet werden, die dann geprüft und, sofern Handlungsbedarf besteht, an entsprechende Behörden weitergeleitet werden. Zudem startete die Bürgerrechtsbewegung eine Plakatkampagne, um Facebook aufzufordern, sich daran zu beteiligen, konsequent Hate Speech entgegenzutreten, da nach Statistiken von Reconquista Internet zu wenige Hasskommentare tatsächlich gelöscht werden.[25]